# Dobeni, Harghita
Dobeni (maghiară Székelydobó) este un sat în comuna Mugeni din județul Harghita, Transilvania, România.

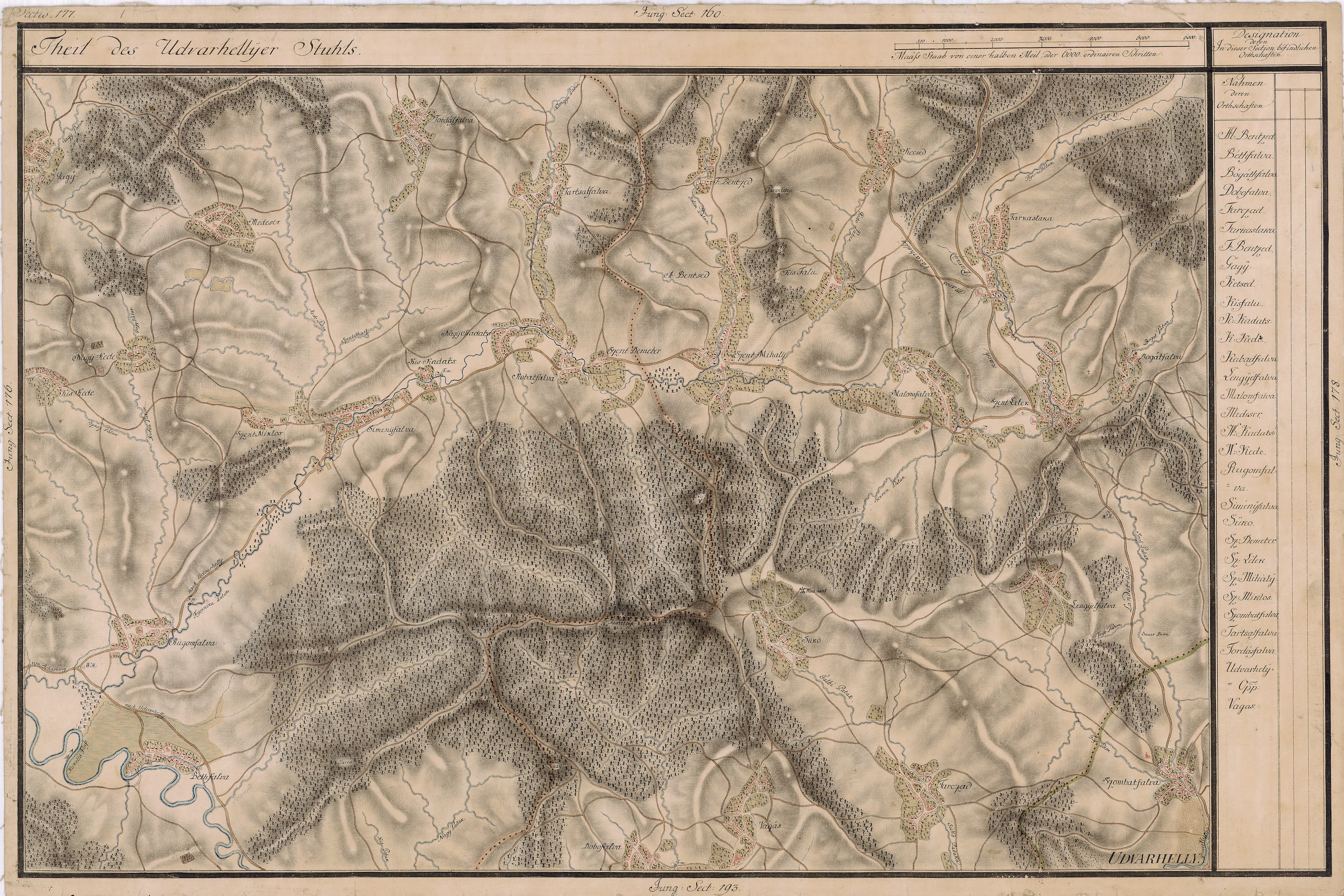
Dobeni în Harta Iosefină a Transilvaniei, 1769-73

## Imagini

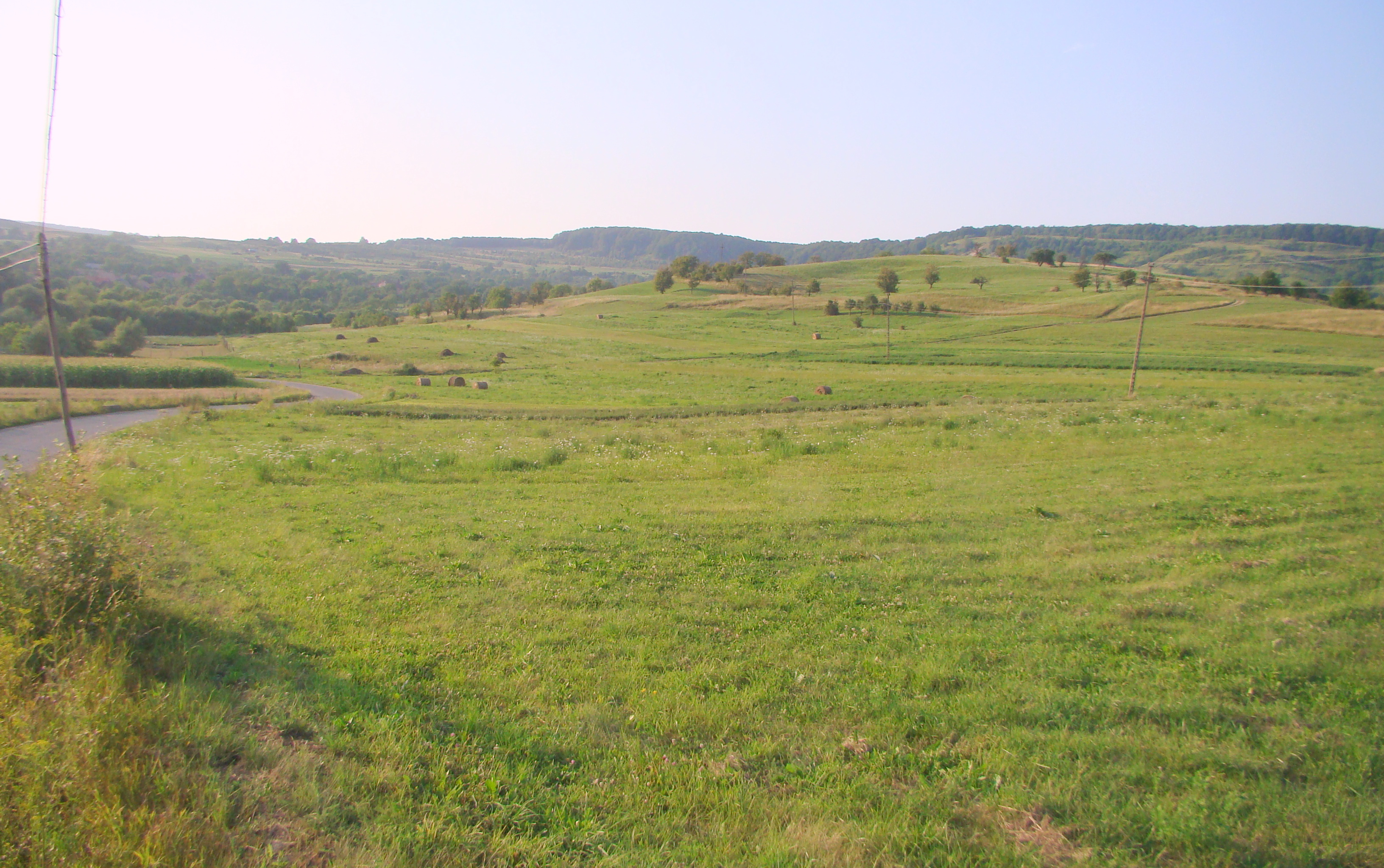
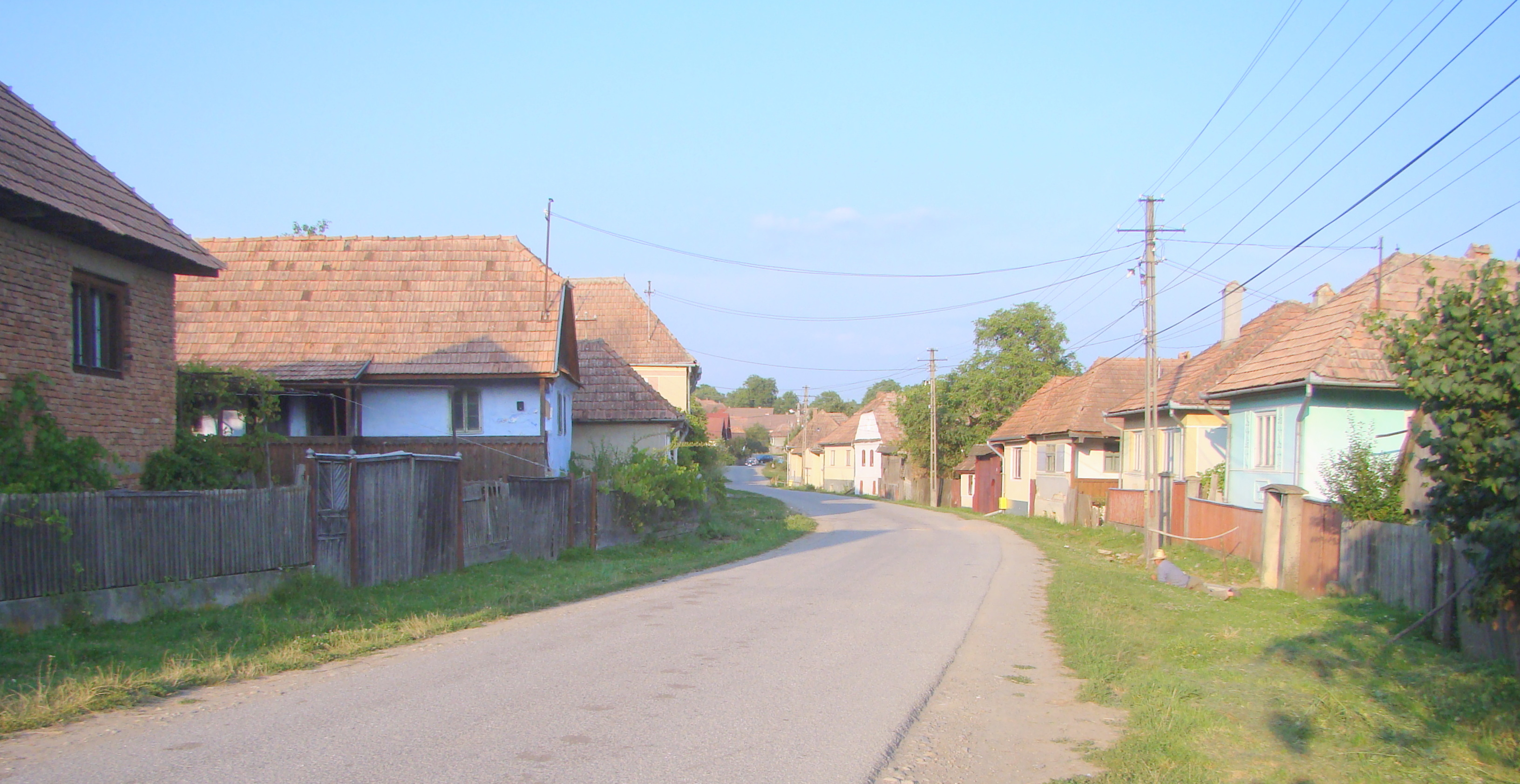
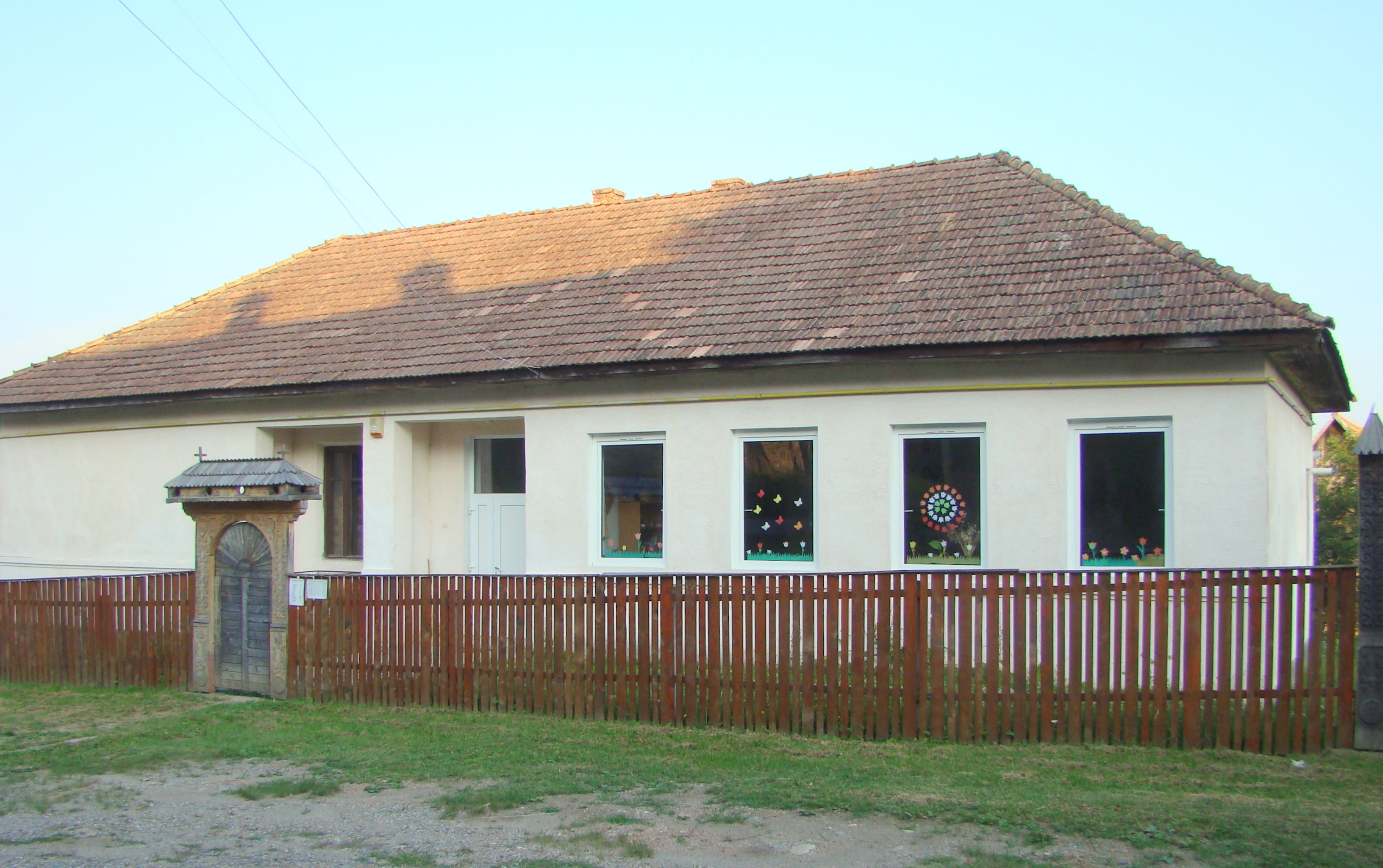
Școala
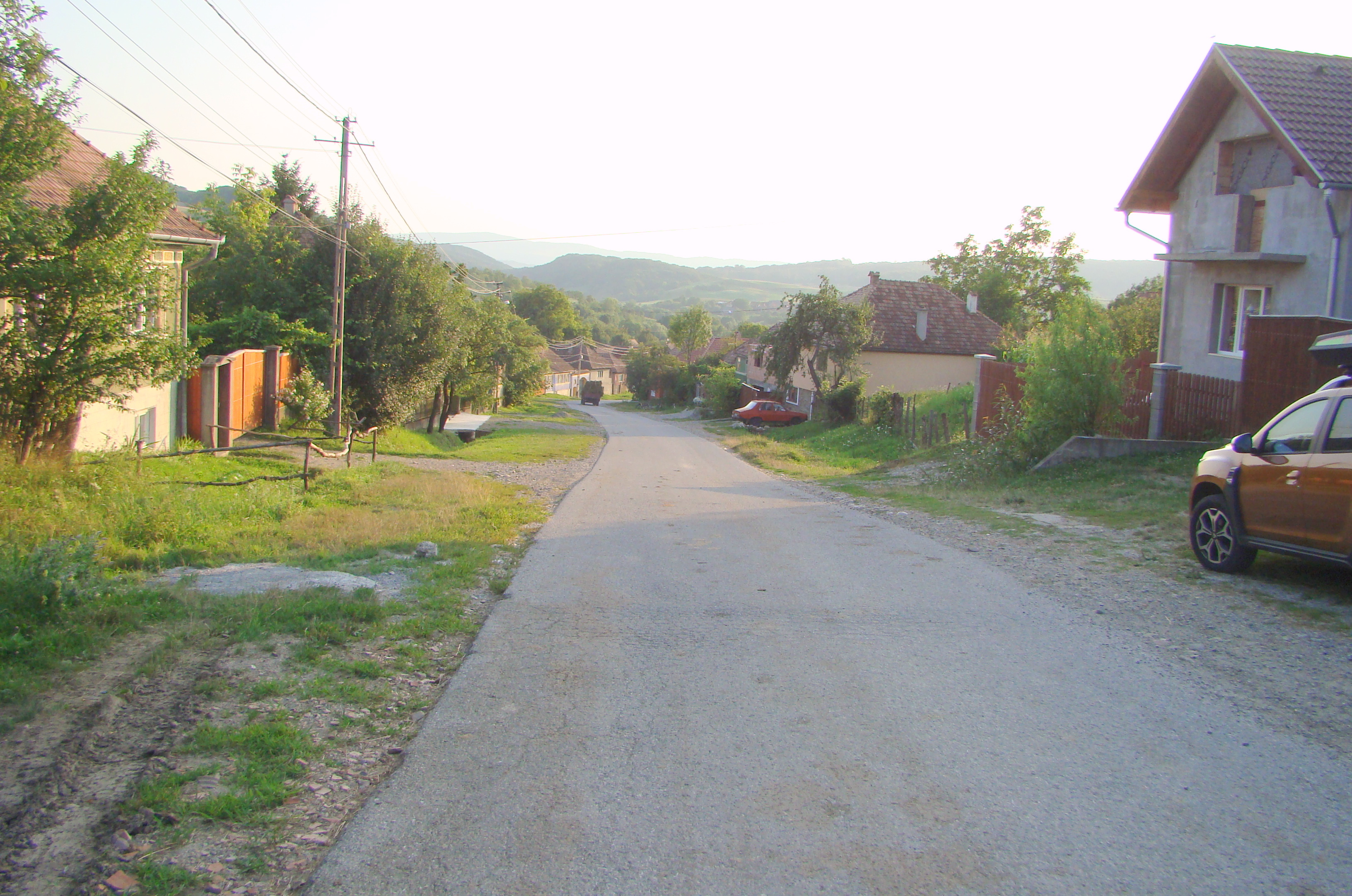
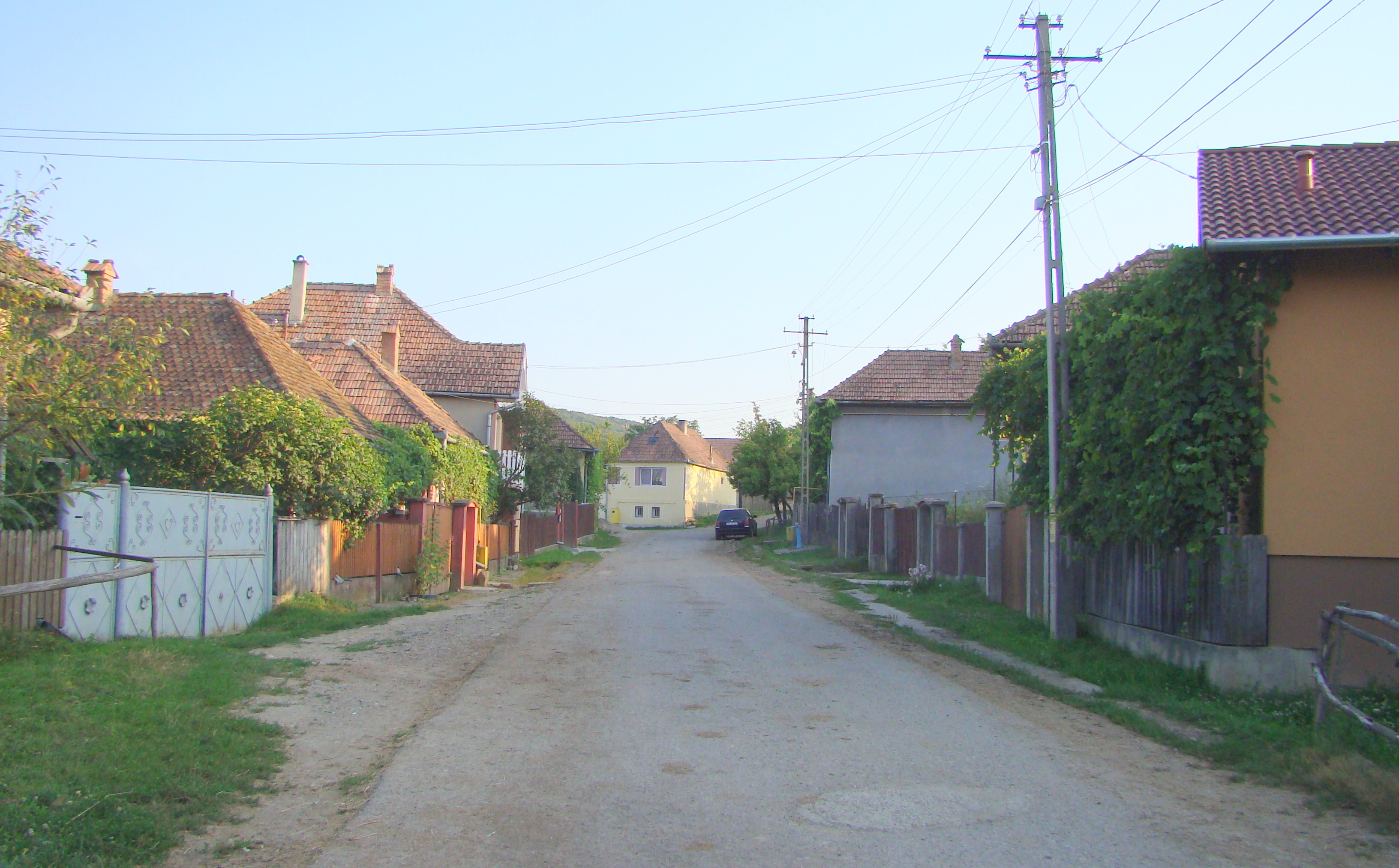
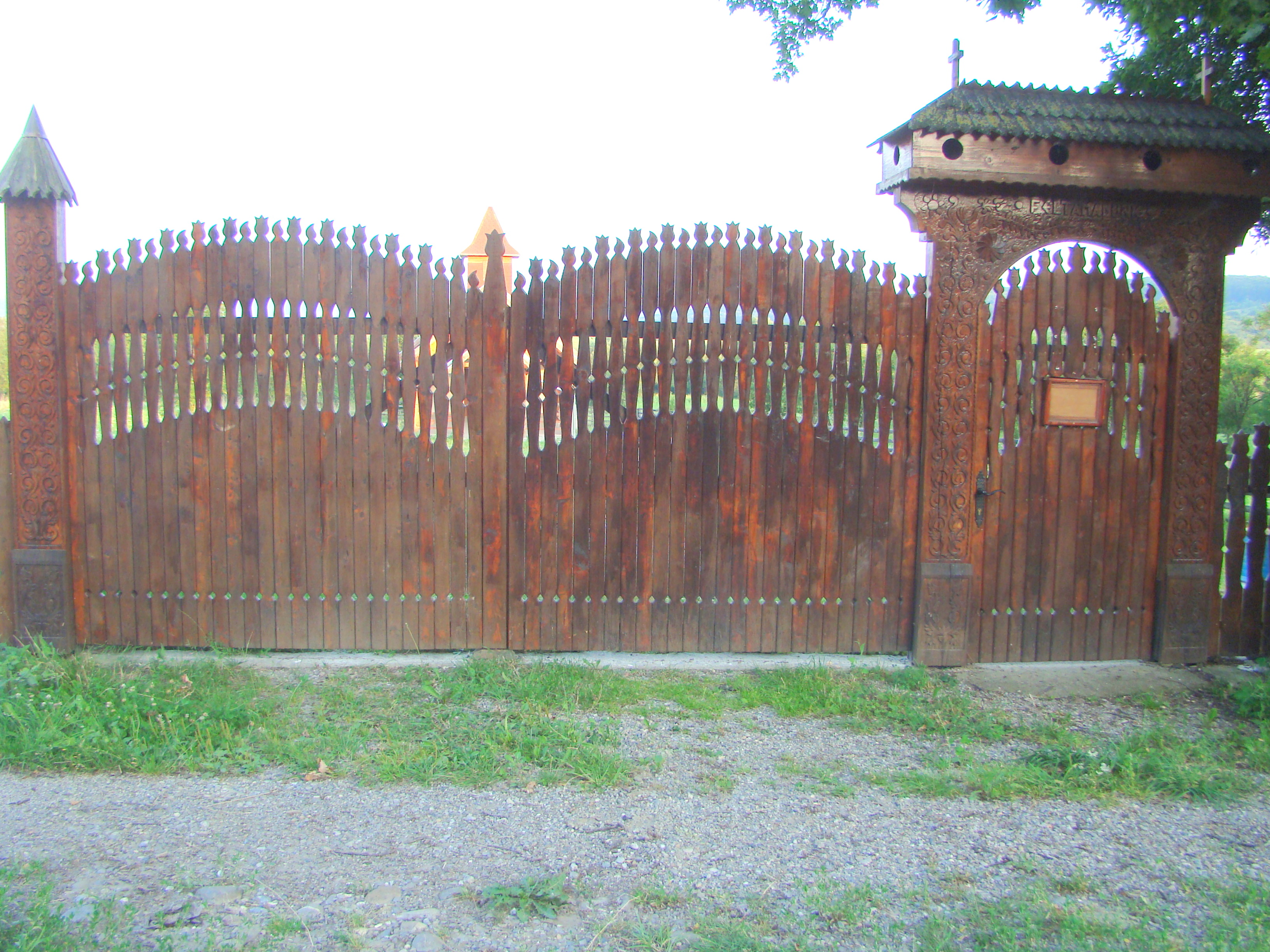
Poarta de lemn a bisericii romano-catolice
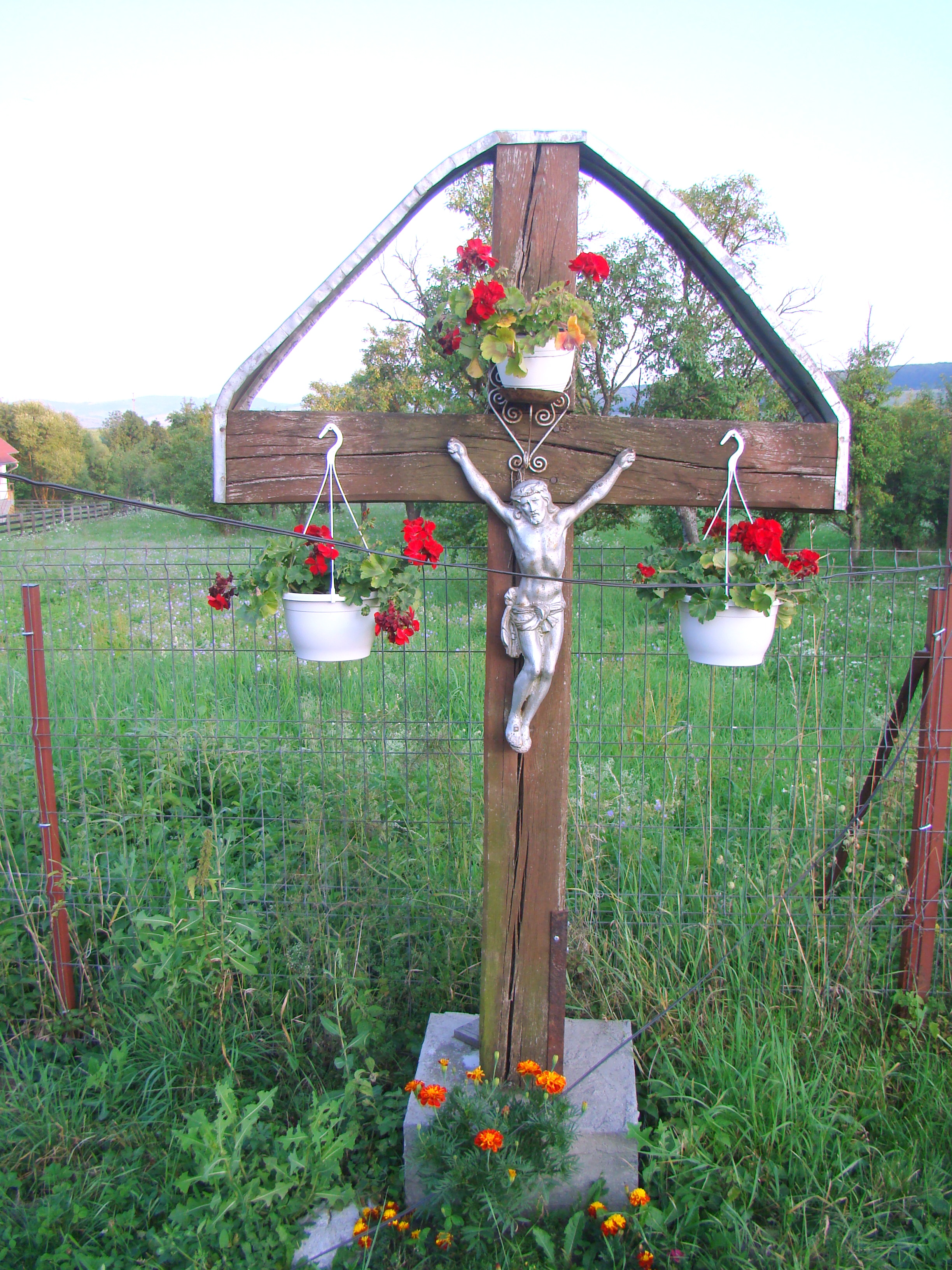
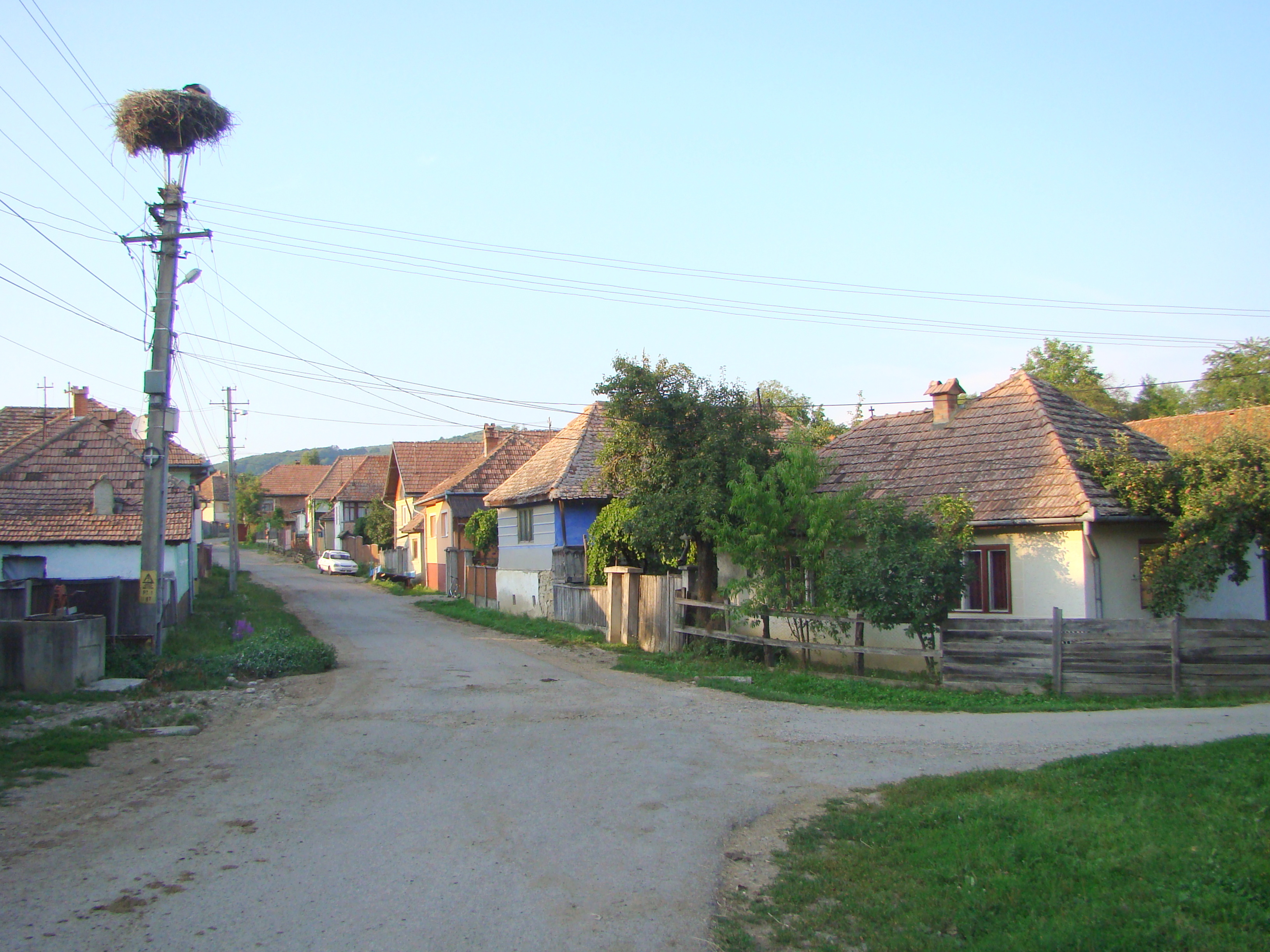

 Acest articol despre o localitate din județul Harghita este deocamdată un ciot. Puteți ajuta Wikipedia prin completarea lui.